# فوسيوكس
فوسيوكس (بالفرنسية: Fosseux)‏ هي بلدية تقع في إقليم باد كاليه من منطقة نور با دو كاليه في شمال فرنسا. تبلغ مساحة هذه المدينة 5.43 (كم²)، وترتفع عن سطح البحر 134 م، يبلغ عدد سكانها 143 نسمة حسب إحصاء المعهد الوطني للإحصاء والدراسات الاقتصادية سنة 2009 م. وترأس Ludovic de Fosseux البلدية خلال فترة (2008-2014).